# Francis Su
Francis Edward Su é um matemático estadunidense. É professor de matemática do Harvey Mudd College.
Obteve um Ph.D. na Universidade Harvard em 1995, com a tese Methods for Quantifying Rates of Convergence for Random Walks on Groups, orientado por Persi Diaconis.
Em 2013 foi eleito presidente da Mathematical Association of America, tendo assumido o cargo em 2014, sendo o presidente de número 56.